# Сан-Лино (титулярная диакония)
Титулярная диакония Сан-Лино (лат. Diaconia Sancti Lini) — титулярная церковь была создана Папой Бенедиктом XVI 24 ноября 2007 года, буллой Purpuratis Patribus. Титул принадлежит церкви Сан-Лино, построенной в 1959 году и расположенной в квартале Рима Примавалле, на виа делла Пинетта Саккетти д. 75.

## Список кардиналов-дьяконов титулярной церкви Сан-Лино
- Джованни Коппа, (24 ноября 2007 — 16 мая 2016, до смерти);
  - вакансия (2016—2018);
- Джованни Анджело Беччу — (28 июня 2018 — по настоящее время).